# Vauxhall (entreprise)
Cet article concerne la marque automobile du groupe Stellantis. Pour le quartier éponyme de la ville de Londres, voir Vauxhall (Londres).
Pour les articles homonymes, voir Vauxhall (homonymie).
Vauxhall est un constructeur automobile britannique fondé en 1857 à Londres (Angleterre) par Alexander Wilson, société-sœur d'Opel et appartenant au groupe Stellantis depuis 2021. Ses modèles actuels sont pour la plupart dérivés de la marque allemande Opel, modifiés pour le marché et les routes britanniques, notamment par le volant monté à droite. 
Entre 1925 et 2017, elle faisait partie avec Opel de la société américaine General Motors, puis de PSA Peugeot-Citroën (PSA) de 2017 jusqu'à sa fusion avec Fiat Chrysler Automobiles (FCA) en 2021, pour former le groupe Stellantis.
L'origine du nom vient d'un petit noble anglo-normand, le chevalier Foulques de Bréauté, qui hérita d'une demeure qu'on appellera « Faulk's hall » (le domaine de Foulques), nom transformé au cours du temps en Vauxhall. Les armes du chevalier de Bréauté sont couronnées d'un cimier où l'on retrouve un griffon, créature mythologique que l'on retrouve encore comme emblème de la marque. C'est à proximité de cette demeure que fut créée l'entreprise de machines à vapeur qui deviendra l'entreprise automobile.

## Historique
L'entreprise est fondée en 1857 sous le nom d'Alex Wilson and Company par Alexander Wilson, un ingénieur de marine écossais qui a commencé par fabriquer des moteurs et des pompes de marine, au 90-92 de la Route Wandsworth, à Vauxhall, un quartier du sud-ouest de Londres. En 1863, la société est rachetée par Andrew Betts Brown qui a commencé à produire des grues voyageantes.
En 1897, Alex Wilson and Company est renommée Vauxhall Iron Works. En 1903, Vauxhall Iron Works construit sa première voiture : une cinq chevaux, monocylindre, à transmission par chaîne. L'entreprise en produit 70 la première année, un exemplaire étant conservé au Science Museum de Londres. En 1905, la société déménage à Luton pour devenir une véritable usine de production en série nommée Vauxhall Motors en 1907.
Durant la première guerre mondiale, Vauxhall fabriqua de nombreuses D-type, un châssis Prince Henry avec un moteur bridé, pour utilisation comme voiture d'état-major des forces armées britanniques.

## 1925: Reprise par General Motors
En 1925, General Motors (GM) rachète Vauxhall pour 2,5 millions de dollars et trois ans plus tard apparaît le premier modèle de voiture inspiré par les américaines : la 20/60. General Motors insuffle une nouvelle ligne à Vauxhall en ciblant un nouveau marché : celui des voitures abordables.
En 1931, la Vauxhall Six, la deux litres Cadet, est la première Vauxhall équipée d'une boîte synchronisée. La Vauxhall Ten de 1938 est la première monocoque. Cette même année sort le premier camion Bedford issu d'une base Chevrolet, une division de General Motors.
Pendant la Seconde Guerre mondiale, Vauxhall participe à l'effort de guerre : les chaînes de montage de Luton fabriquent 5 600 chars d'assaut churchill et 250 000 camions aux côtés de l'usine de Bedford de Dunstable ouverte en 1942. En 1940, l'usine est bombardée faisant 39 morts parmi les employés.
En 1950, Vauxhall lance ses premiers modèles d'après-guerre : les Velox et Wyvern. Ces modèles s'inspiraient de la ligne des Chevrolet sorties en 1948, avec notamment le levier de vitesse au volant.
Vauxhall élargit en 1963 encore sa gamme vers le bas en proposant la Viva, située au-dessous de la Victor. Ce modèle, qui inaugurait la nouvelle usine d'Ellesmere Port, pouvait être comparé à l'Opel Kadett. La Viva fut remplacée en 1966 puis en 1970 par la version Magnum plus sportive.
En 1972, Vauxhall sort la génération FE de la Victor. Ce sera la dernière voiture conçue en interne par la marque, tous les modèles suivants seront conçus par Opel, ou, plus rarement, par d'autres divisions de General Motors ou des constructeurs collaborant avec GM. Ce processus sera nommé "Opelisation" par la direction de la marque. La Victor FE elle-même, bien que n'ayant pas d'équivalent chez Opel, utilise des pièces d'Origine Opel, dont la partie basse du châssis reprise de l'Opel Rekord D. En revanche, tous les panneaux de carrosserie sont différents et non interchangeables. Les moteurs sont de conception Vauxhall et repris de la précédente génération de la Victor, tandis que certaines pièces comme les mécanismes des essuie-glaces sont d'origine Opel.
En 1975, Vauxhall sort deux modèles repris de la gamme Opel et modifiés à l'avant. D'une part, la Vauxhall Chevette, petite voiture trois portes, identique à l'Opel Kadett City sortie la même année, et d'autre part, la Cavalier, identique à l'Opel Ascona. La Chevette sera produite à 400 000 exemplaires.
6 ans plus tard, la Vauxhall Cavalier devient identique à l'Opel Ascona, puis à l'Opel Vectra. Quant à la version coupé de la Cavalier, elle sera similaire à la Manta.
En 2005, Vauxhall sort le coupé Monaro, qui sera remplacé plus tard par la berline sportive VXR8, et son dérivé pick-up VXR8 Maloo. Ces modèles, qui n'ont pas eu d'équivalent Opel, sont d'origine australienne, dérivant de modèles d'Holden, la filiale australienne de General Motors. Les usines Vauxhall produisent aussi des modèles Opel, et inversement.
En août 2009, en raison de ses difficultés financières, General Motors engageait des négociations afin de se séparer d'Opel. L'équipementier automobile canadien Magna International, allié à la banque russe Sberbank, aurait fait l'offre la plus élevée.
Mais en novembre 2009, General Motors fait marche arrière en raison d'une meilleure santé financière.
En février 2014, Tim Tozer, ancien patron de Mitsubishi en Europe devient le nouveau directeur de Vauxhall et remplace Duncan Aldred parti chez Buick.
En septembre 2015, Rory Harvey remplace Tim Tozer et devient le nouveau directeur de Vauxhall.
En 2016, la production se monte à 118 113 unités pour Ellesmere Port et 73 612 véhicules pour Luton.

## 2017: Acquisition par PSA Peugeot-Citroën (PSA)
En février 2017, à la suite de nombreuses erreurs stratégiques qui ont entraîné des pertes cumulées de 15 milliards de dollars à General Motors, le constructeur américain envisage de céder sa filiale allemande Opel à PSA Peugeot-Citroën (PSA). Le rachat est finalisé par le conseil de surveillance de PSA Peugeot-Citroën (PSA), le 3 mars 2017 et officialisé par une conférence de presse le 6 mars 2017 à Paris.
En janvier 2018, à la suite du départ de Rory Harvey, PSA Peugeot-Citroën (PSA) nomme Stephen Norman à la direction de Vauxhall. Fin 2018, PSA réduit les effectifs de l'usine d'Ellesmere Port mais investit pour accroître les capacités du site de Luton.
Le 23 novembre 2018, Vauxhall annonce un troisième plan de départs depuis son rachat par PSA Peugeot-Citroën (PSA). Il s'agit cette fois-ci de supprimer 241 emplois sur le site d'Ellesmere Port. Le premier plan en octobre 2017 avait concerné 400 personnes, puis 250 en janvier 2018.
Si l'avenir du site d'Ellesmere Port est lié aux négociations sur le Brexit, PSA Peugeot-Citroën (PSA) investit pour moderniser le site de Luton afin d'y produire ses utilitaires et le Zafira Life. De 16 % à la fin des années 1980, la part de marché de la marque en Grande-Bretagne a chuté à 10 % en 2015 et même à 7,3 % au premier semestre 2019, mais PSA souhaite inverser cette tendance tout en restaurant ses marges.
Le 7 mai 2019, Vauxhall quitte Luton et son siège historique de Griffin House pour s'installer dans le nouveau siège social intitulé Chalton House et basé à Chalton, un village situé dans la périphérie nord de Luton.

## 2021: Transfert dans le groupe Stellantis
Depuis le 16 janvier 2021, la marque Vauxhall fait partie de Stellantis à la suite de la fusion de sa maison mère française avec le groupe italo-américain Fiat Chrysler Automobiles (FCA). Cinq jours plus tard, le groupe Stellantis annonce la nomination de Paul Willcox à la direction de Vauxhall afin de remplacer Stephen Norman, promu au poste de directeur des ventes d'Opel.
Au printemps 2022, Stellantis réorganise la direction de son groupe. À la suite de cette réorganisation, James Taylor succède à Paul Willcox à la tête de Vauxhall, et pendant cette même période, Florian Huettl remplace Uwe Hochgeschurtz à la direction de la marque Opel.
Le 27 novembre 2024, la maison mère de Vauxhall, Stellantis annonce la fermeture de l'usine de Luton et recentre la production des véhicules utilitaires électriques vers l'usine d'Ellesmere Port. La production des utilitaires thermiques sera délocalisée vers d'autres usines en Europe et celle de leurs motorisations thermiques sera quant à elle relocalisée en France sur le site d'Hordain.

## Opérations
Vauxhall est situé à Chalton dans le Bedfordshire, en Angleterre, et possède plusieurs usines à Luton (véhicules commerciaux produits par la société sœur IBC Vehicles (en)) et à Ellesmere Port dans le Cheshire.
En 2011, l'usine de Luton emploie 1 085 personnes et a une production de 68 000 unités. Le site de l'usine occupe 387 000 m2. En 2014, elle produit la camionnette légère Vivaro.
Entre 2015 et 2019, l'ancien siège social de Vauxhall, Griffin House, a abrité le centre des opérations de l'entreprise OnStar en Europe.
Malgré la vente d'Opel à PSA Peugeot-Citroën (PSA) en 2017, OnStar est restée chez General Motors, mais le français l'utilise sous licence jusqu'à fin 2020. Afin de remplacer OnStar, le groupe français a annoncé qu'un nouveau système, Opel Connect, ferait son apparition en 2019.
L'usine d'Ellesmere Port emploie environ 1 800 personnes en 2014 et a une capacité approximative de 187 000 unités. Le site occupe 1 209,366 m2 et produit l'Astra et l'Astra Sports Tourer.
Entre 1942 et 1987, Vauxhall avait une usine de production de bus et camions à Dunstable, Bedfordshire. Développé par Vauxhall en 1942 sous instruction du Ministère de la Production en tant qu'usine de l'ombre, elle produisit les Bedford dans les années 1950.
L'usine d'origine de Luton était voisine de l'usine de véhicules commerciaux. Lorsque la production cessa en 2002, elle fut démolie et après plusieurs propositions de réhabilitation, devint le parc Napier de logements en janvier 2014.

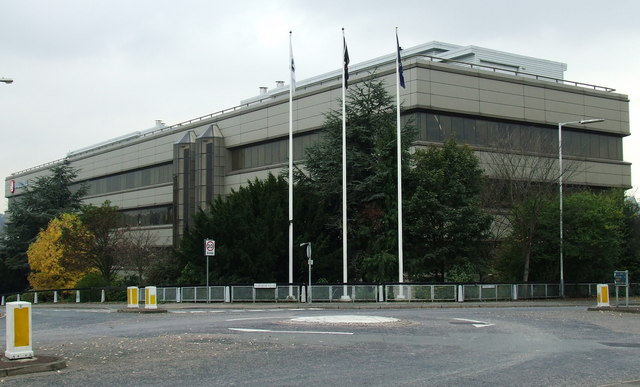
Griffin House, ancien siège social de Vauxhall à Luton (1905-2019)
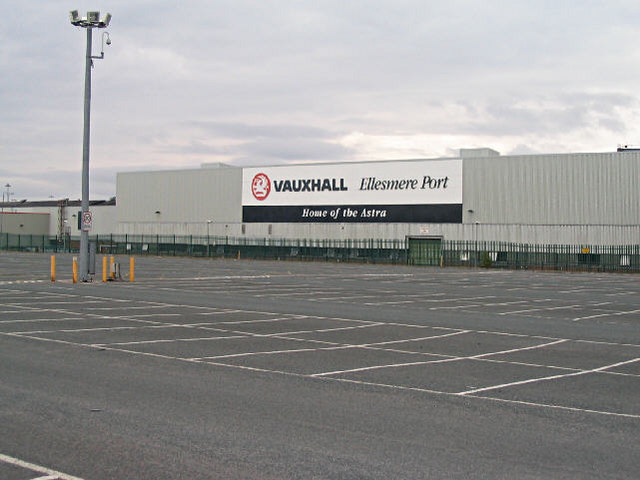
Usine Vauxhall à Ellesmere Port
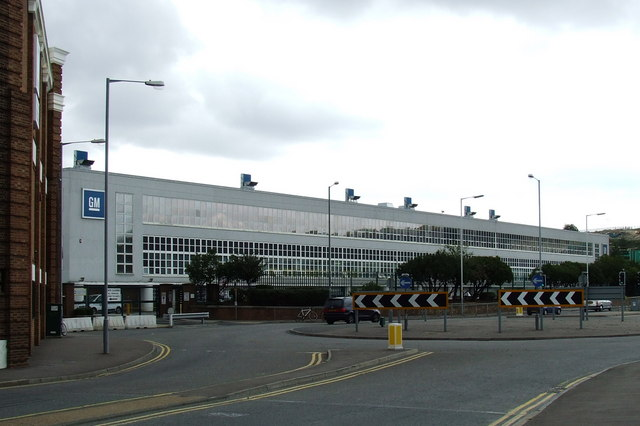
Usine IBC Vehicles à Luton
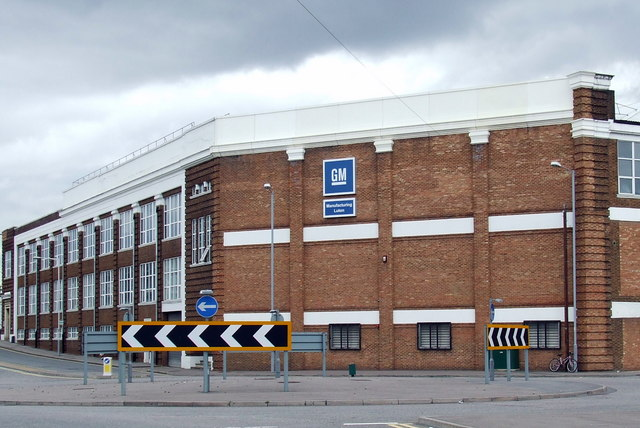
Usine Vauxhall à Luton

## Identité visuelle

Logo de Vauxhall
Logo de 1911 à 1915.
Logo de 1915 à 1936.
Logo de 1936 à 1940.
Logo de 1946 à 1951.
Logo de 1951 à 1969.
Logo de 1969 à 1971.
Logo de 1971 à 1984.
Logo de 1984 à 1987.
Logo de 1987 à 2003.
Logo de 2003 à 2008.
Logo de 2008 à 2013.
Logo de 2013 à 2020.
Logo depuis 2020[32].

Le premier logo est simplement le nom « Vauxhall » typographié. Depuis 1915, le logo de Vauxhall arbore un Griffon, animal mythologique avec un corps de lion et une tête d'aigle, qui tient un drapeau sur lequel figure le « V » de Vauxhall. Il garde depuis une forme assez similaire avec au fil des années quelques modifications, sauf en 1969 où le logo devient seulement le « V » stylisé. En 1989 il retrouve sa forme en cercle pour rendre hommage au logo de 1915.

## Modèles

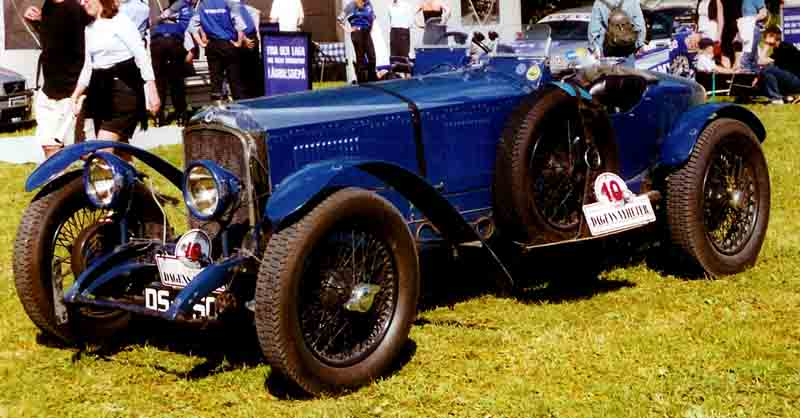
Vauxhall 30-98, 1923
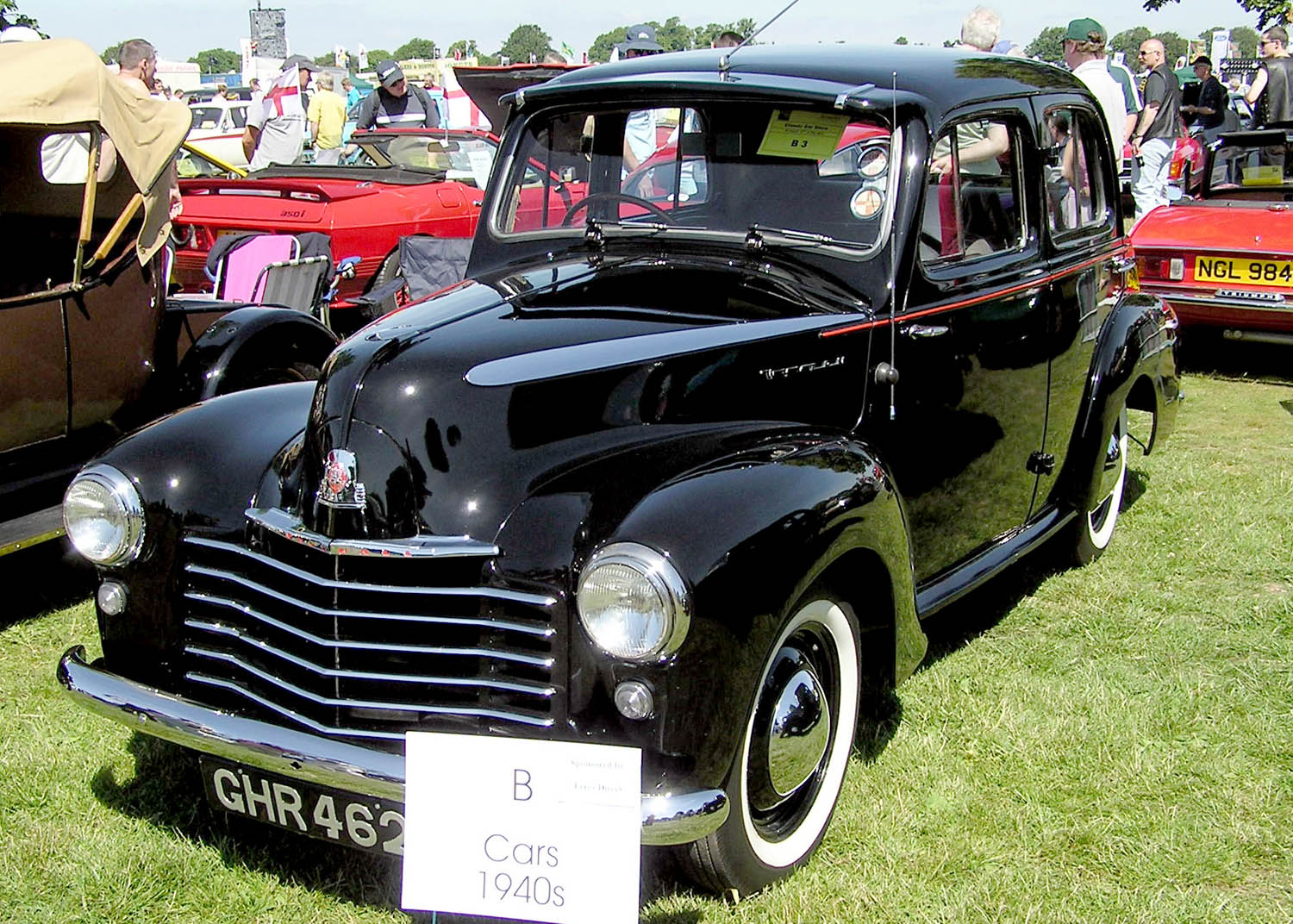
Vauxhall Wyvern, 1949
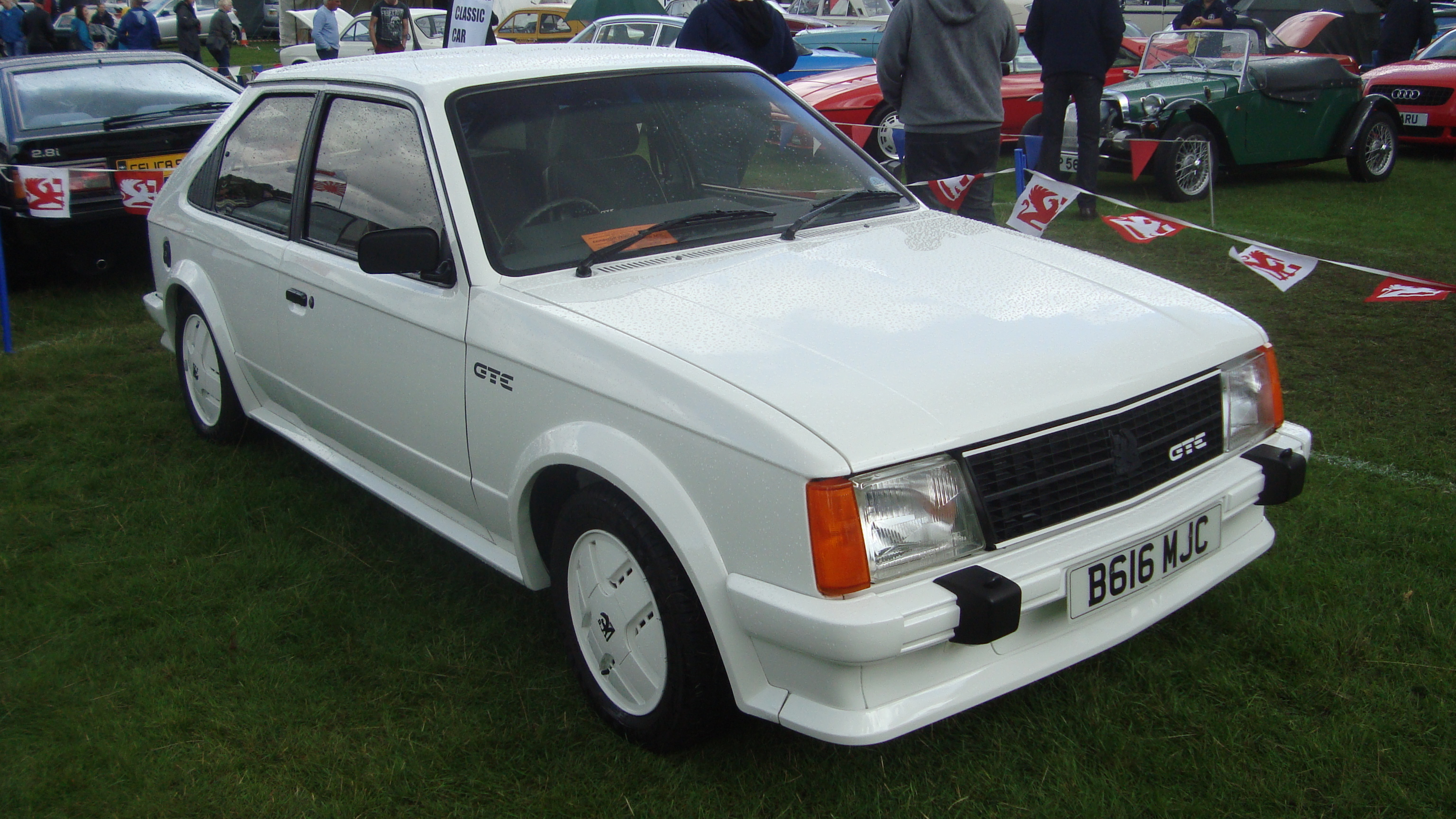
Vauxhall Astra GTE, 1984
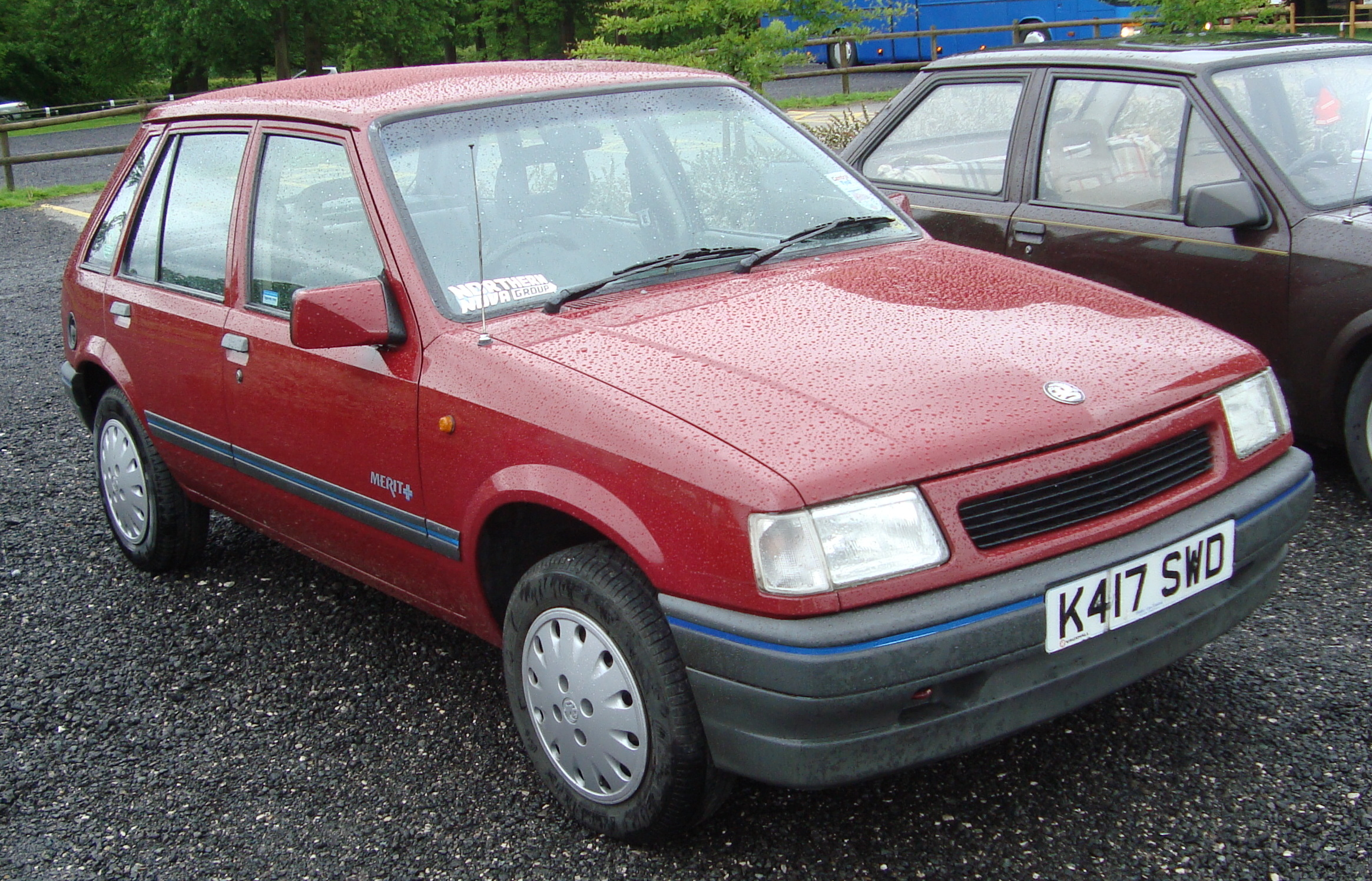
Vauxhall Nova 1.4 Merit Plus, 1992, citadine 5 portes, (renommée Opel Corsa A)
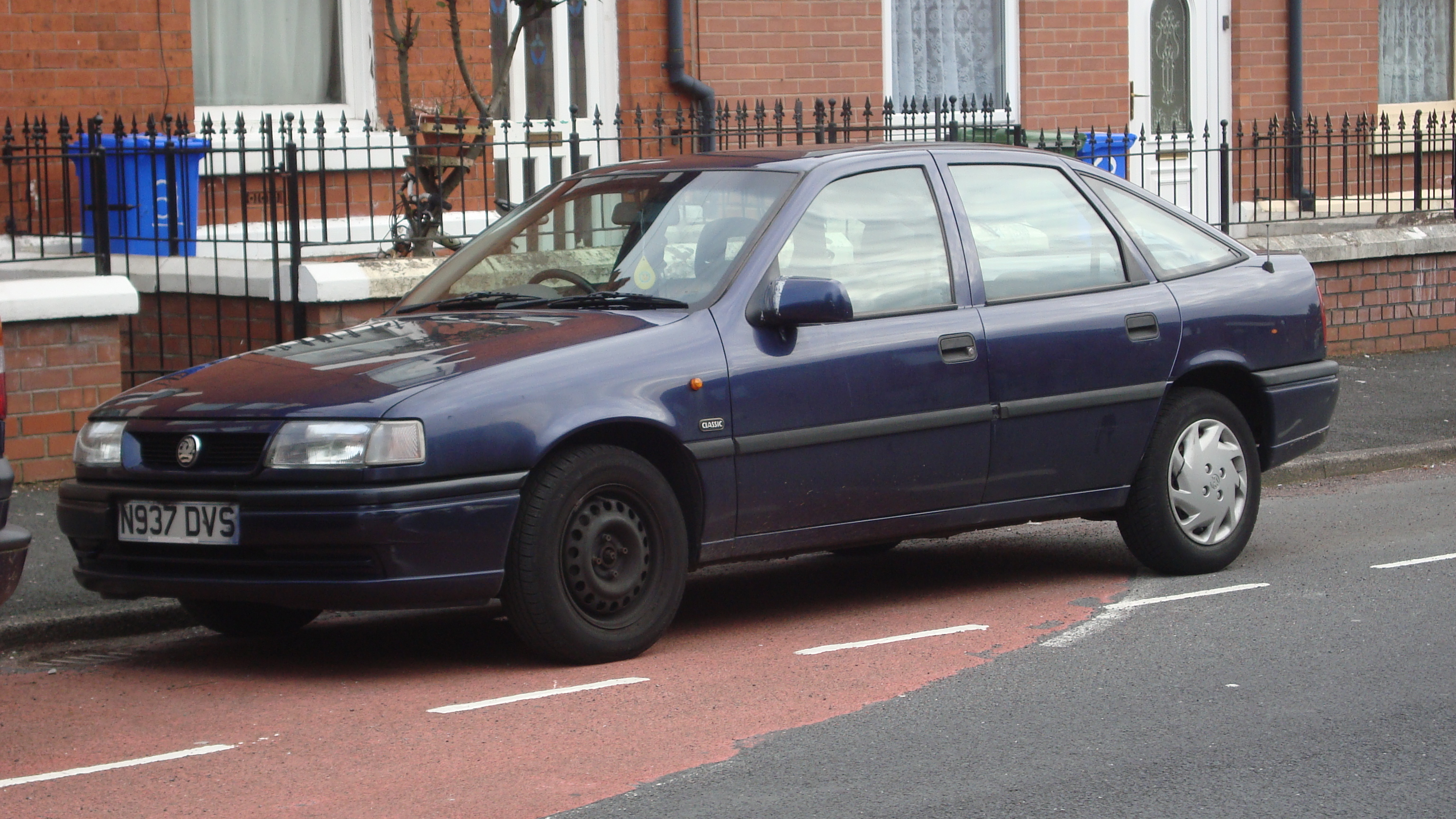
Vauxhall Cavalier 1.6 Classic, 1995, berline 5-portes, (renommée Opel Vectra A)
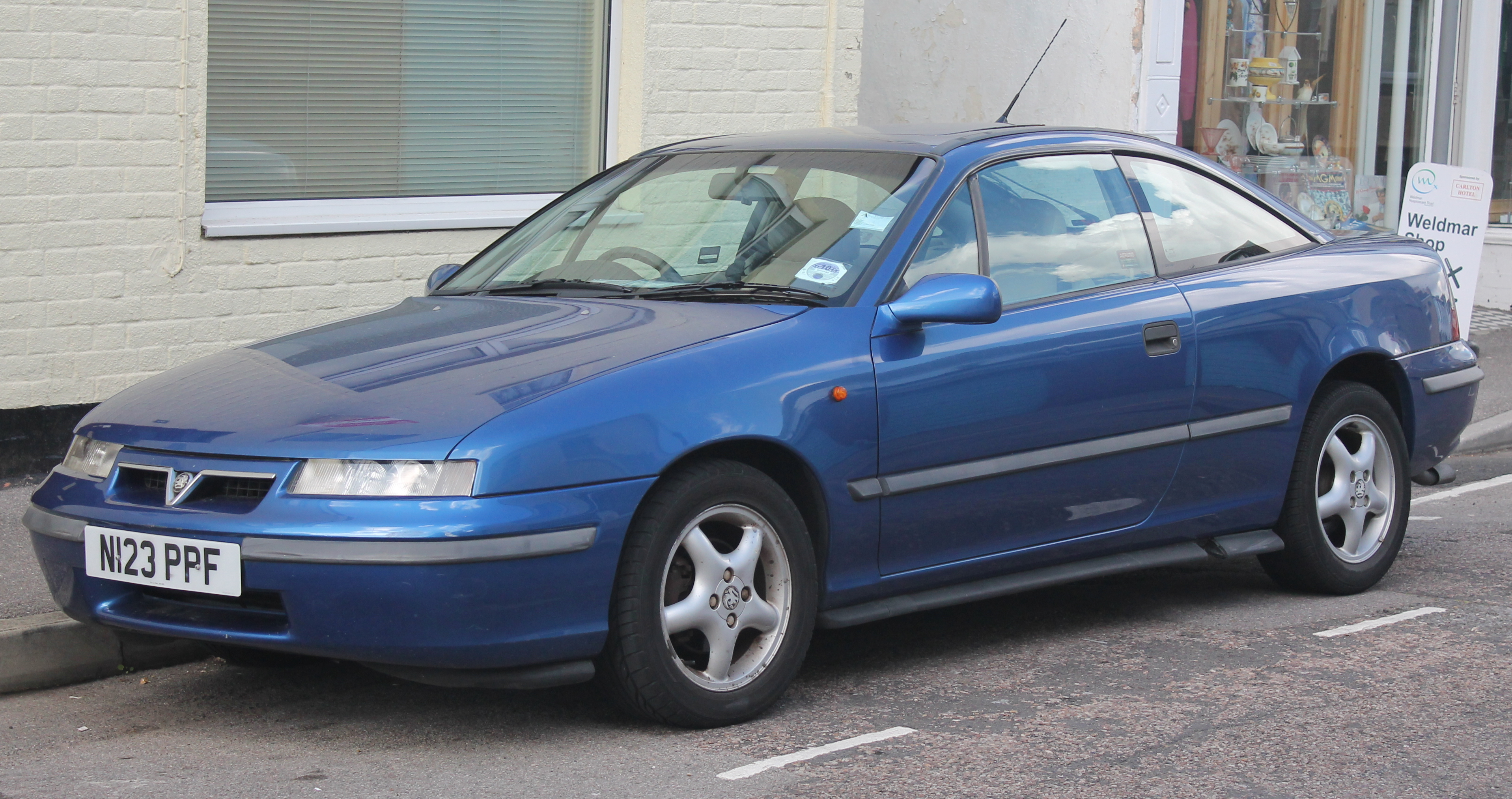
Vauxhall Calibra 2.0 16V, coupé routier 4 places
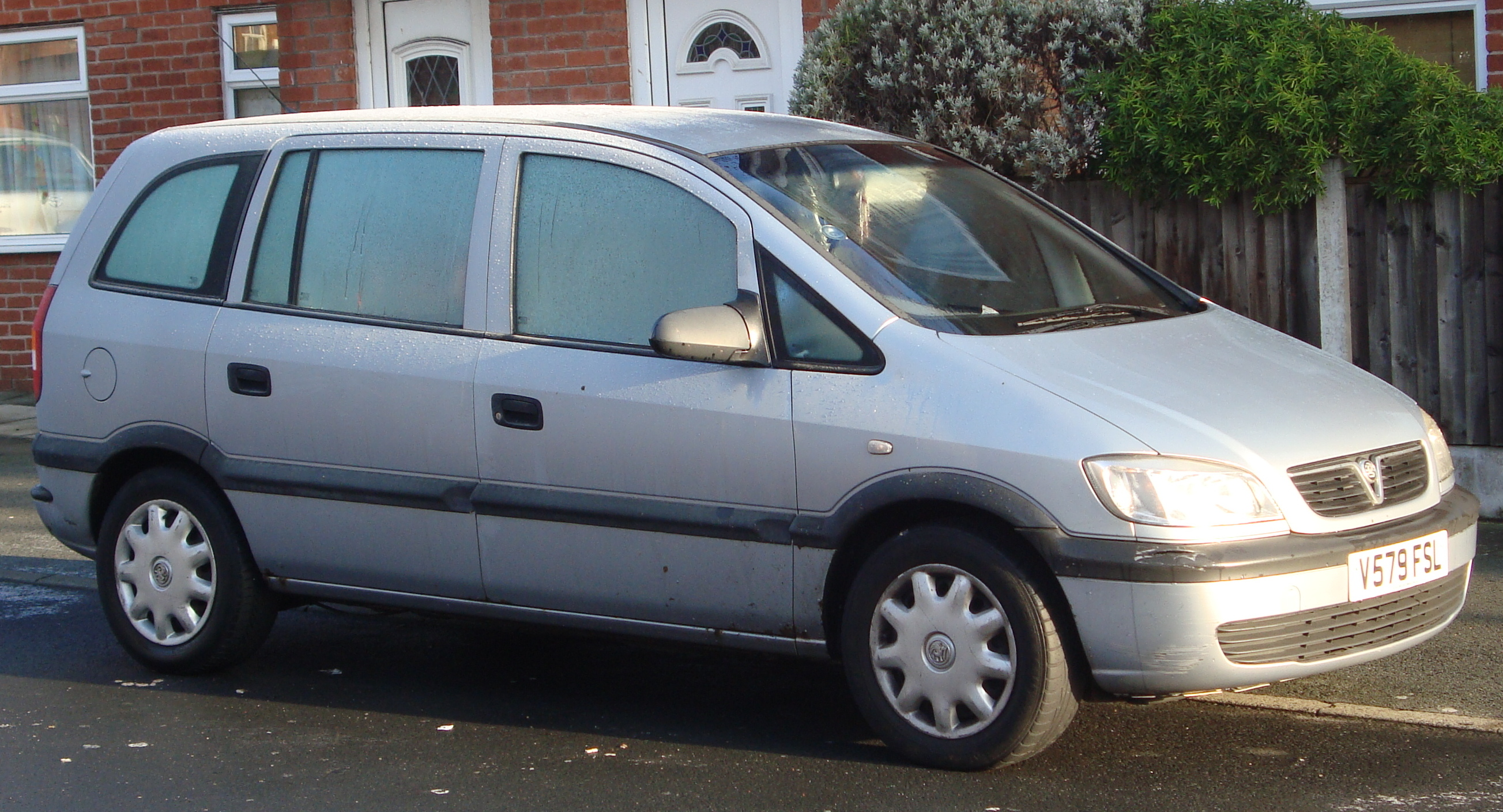
Vauxhall Zafira 1.6 Club 1999, monospace
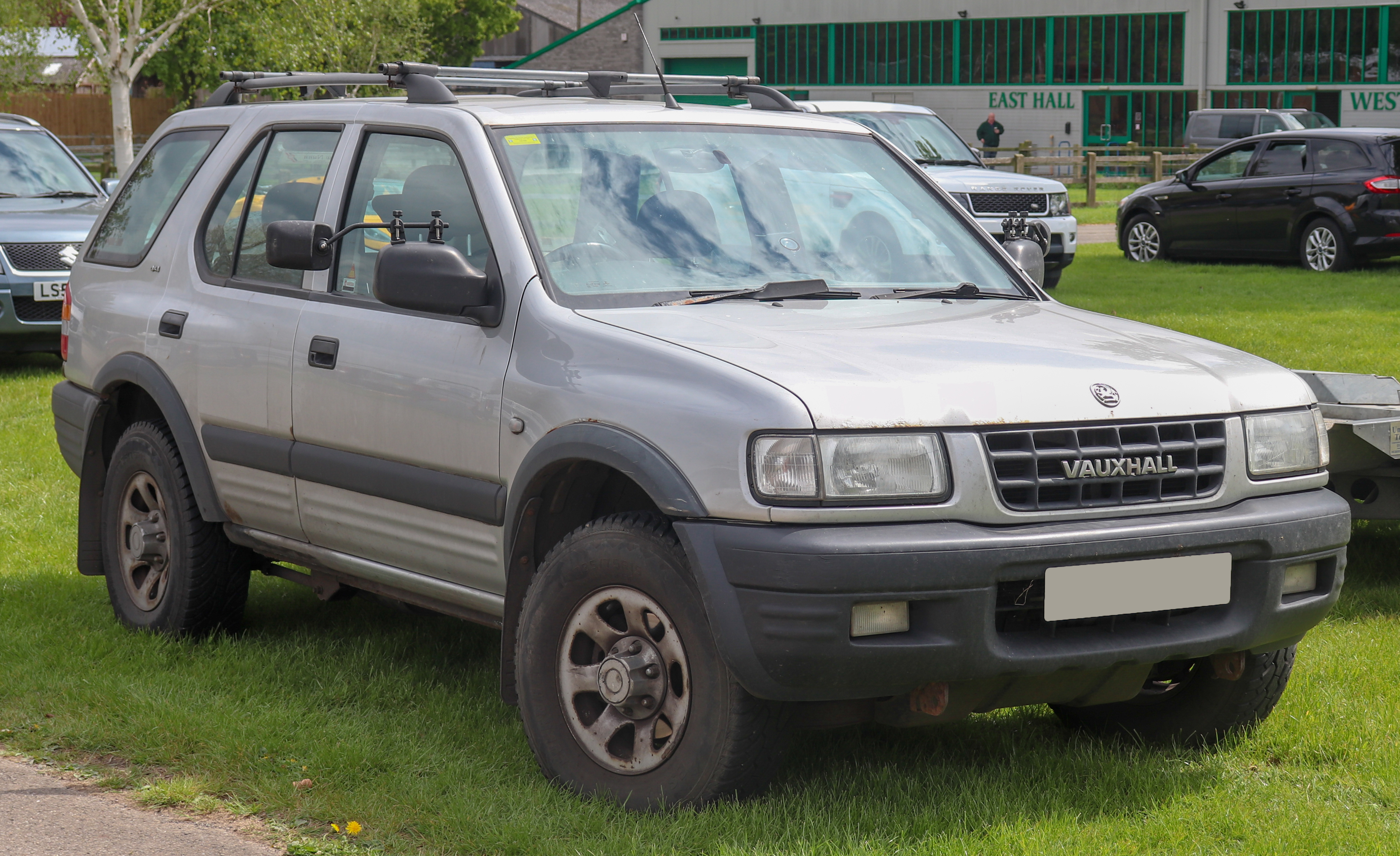
Vauxhall Frontera 2.2 DTI, 2001, 4x4 5 portes
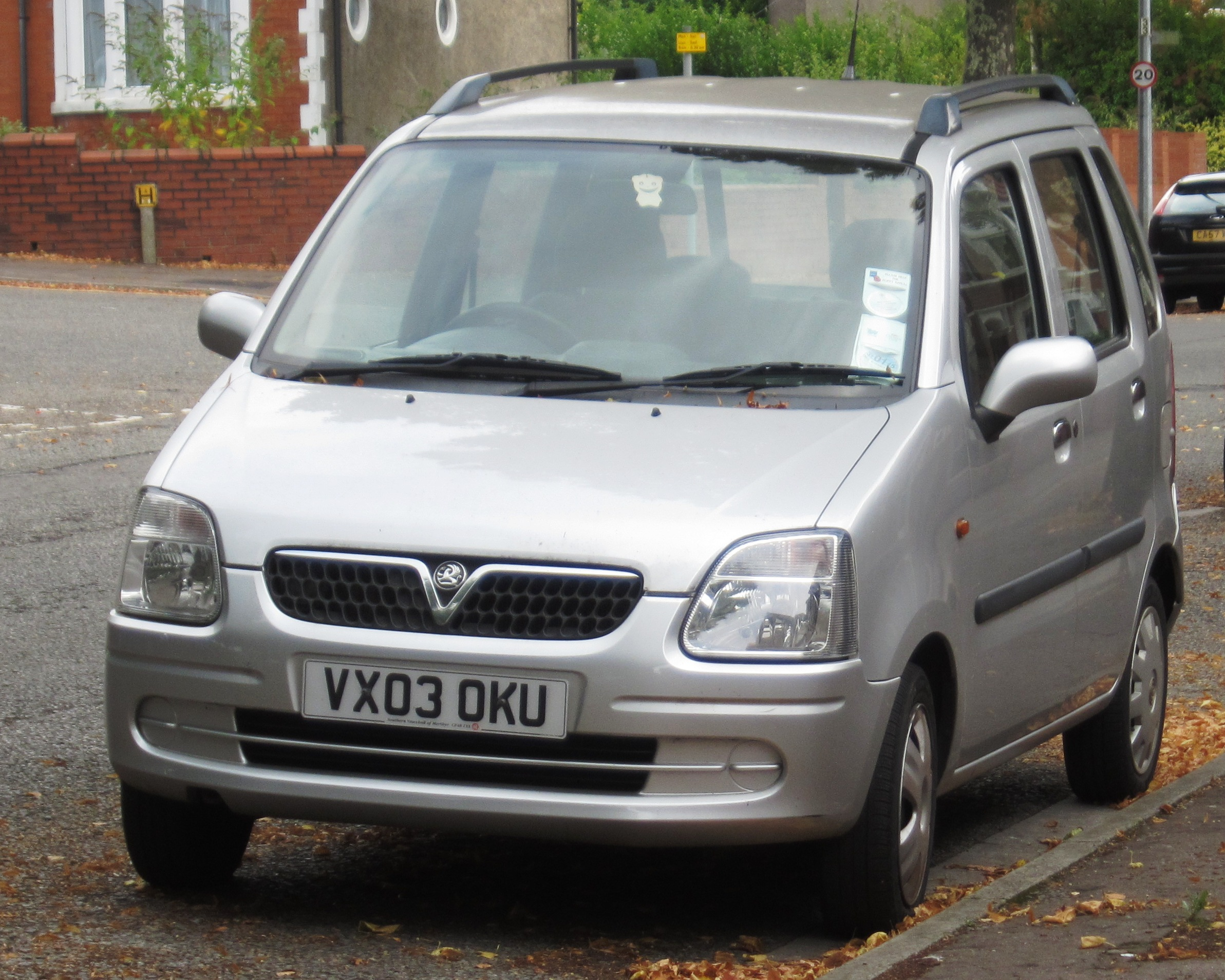
Vauxhall Agila, 2003, minispace 5 portes
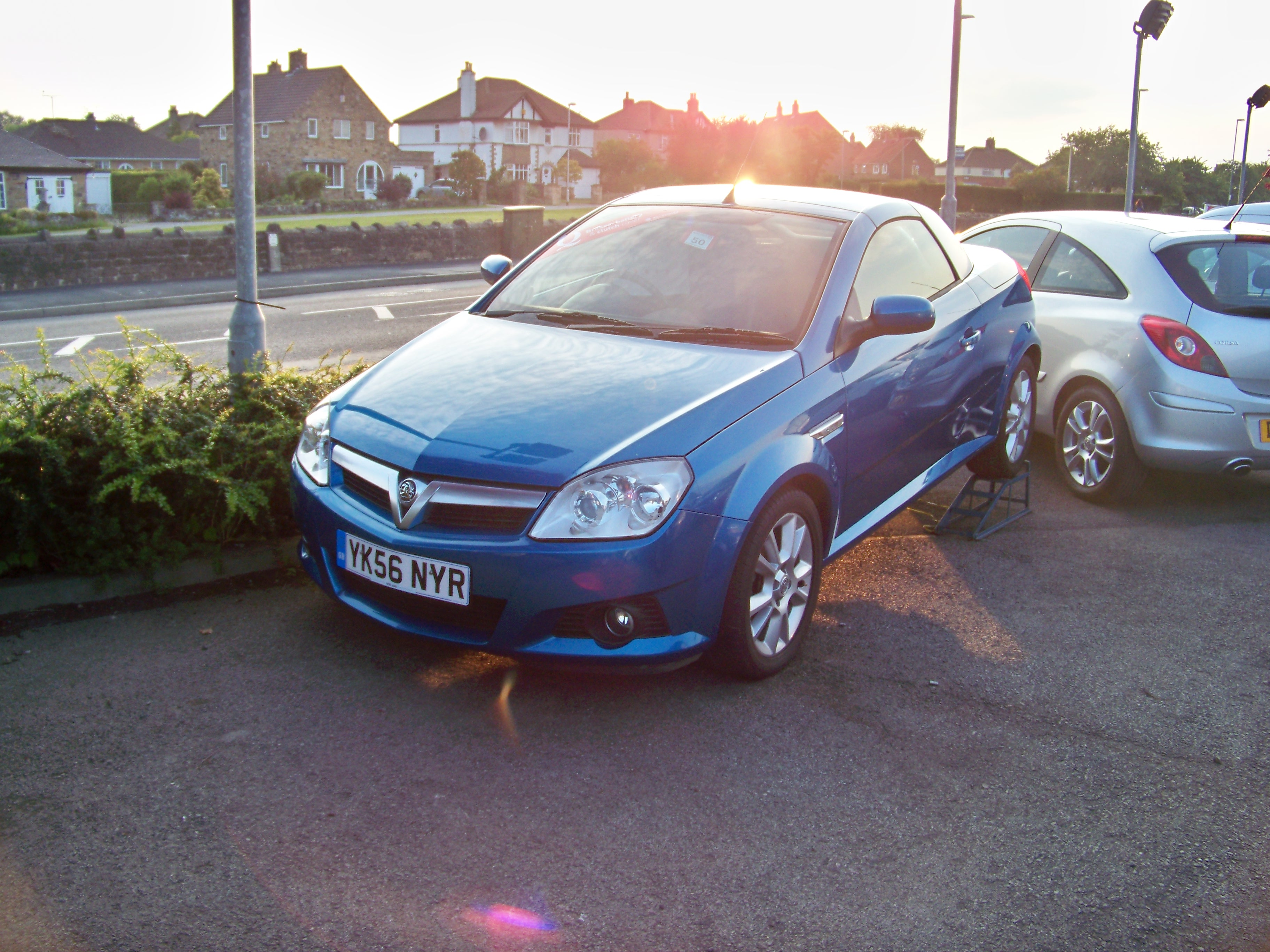
Vauxhall Tigra TwinTop, 2004, coupé cabriolet 2 places
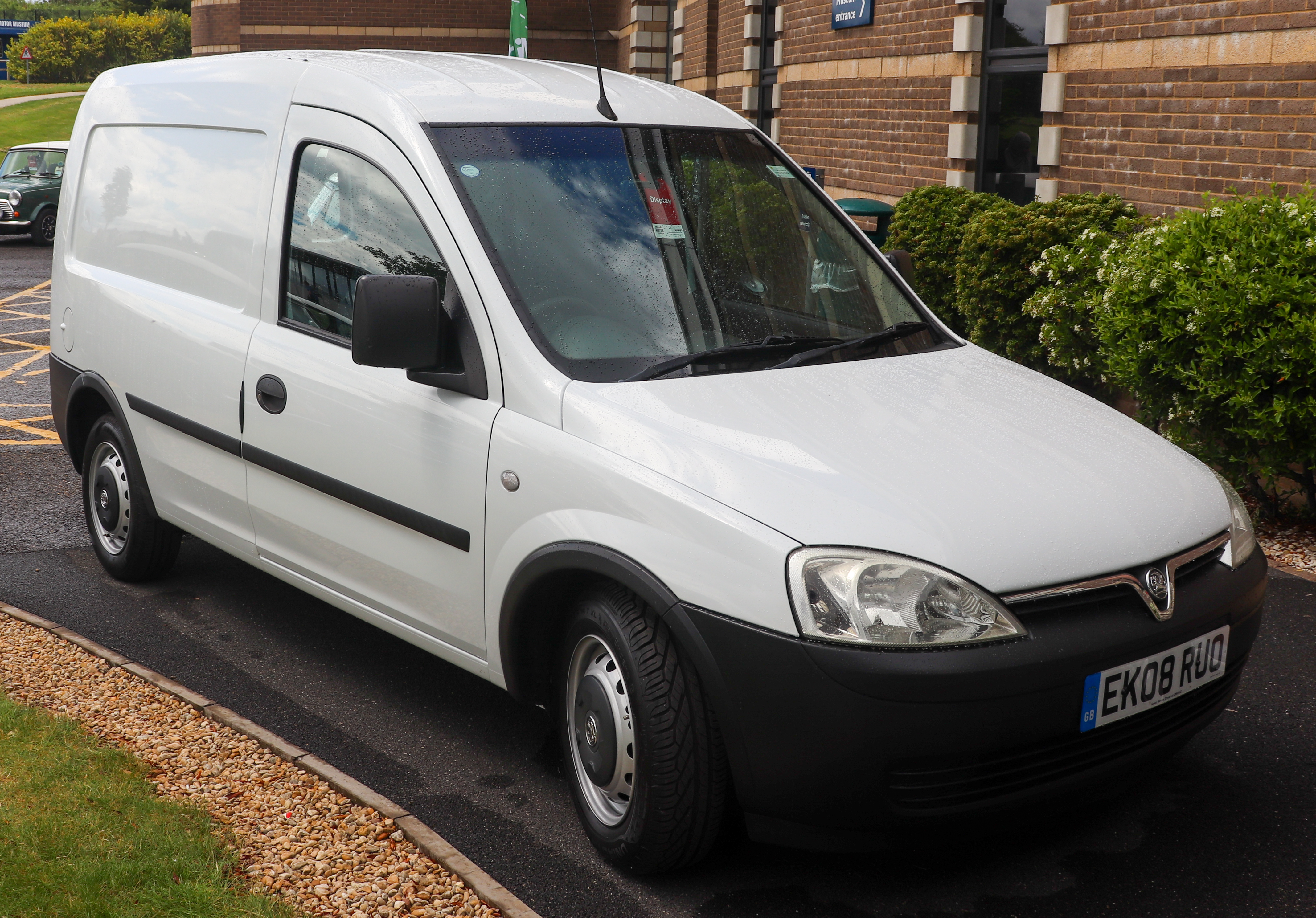
Vauxhall Combo, 2008, camionnette 2 places.
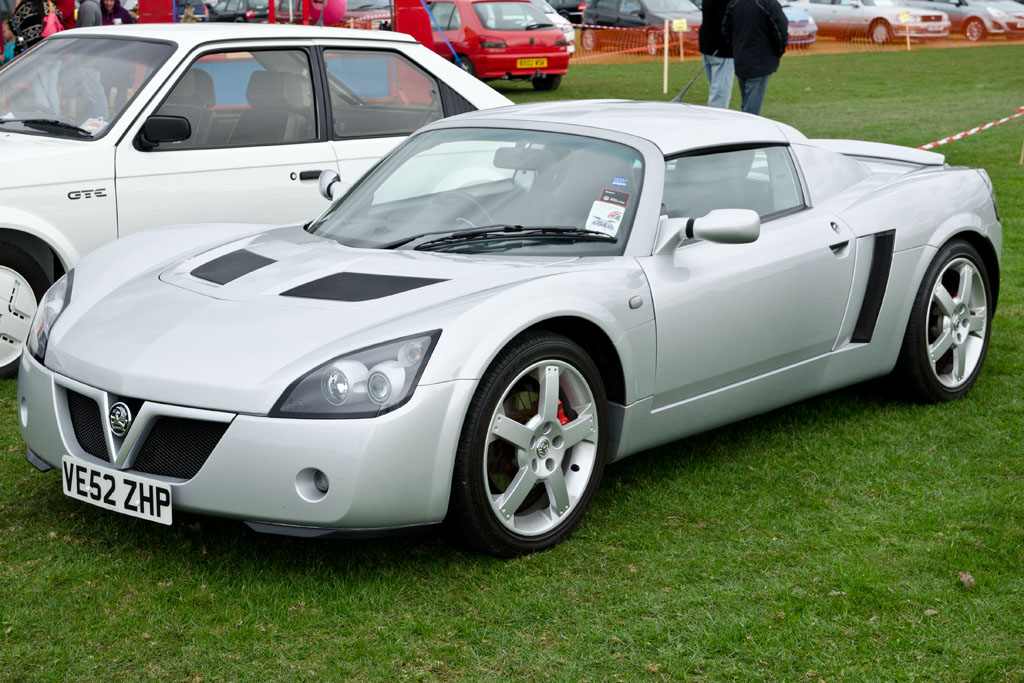
Vauxhall VX220, 2012, coupé sport 2 places, (renommée Opel Speedster)
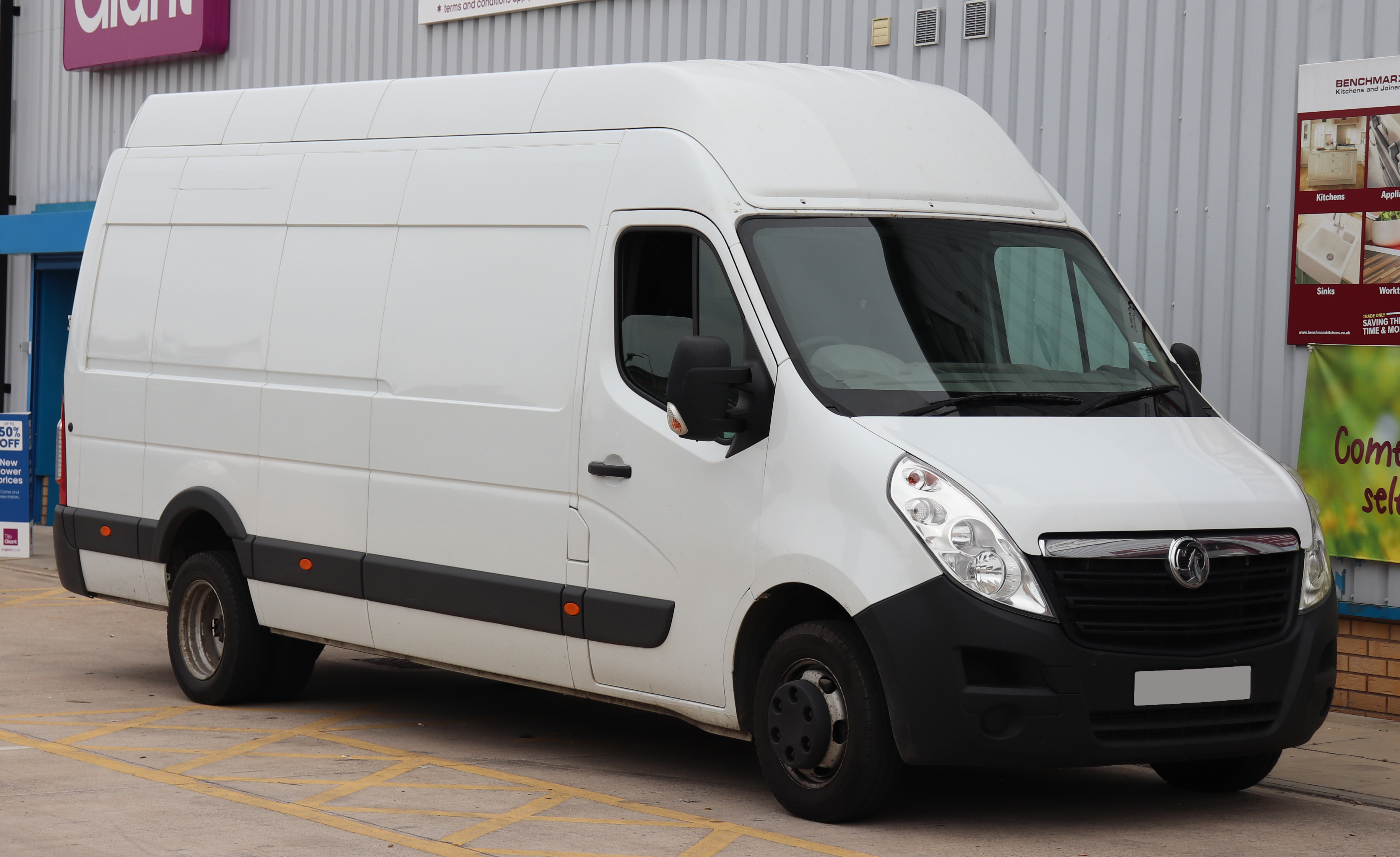
Vauxhall Movano, 2015, fourgon 3 places
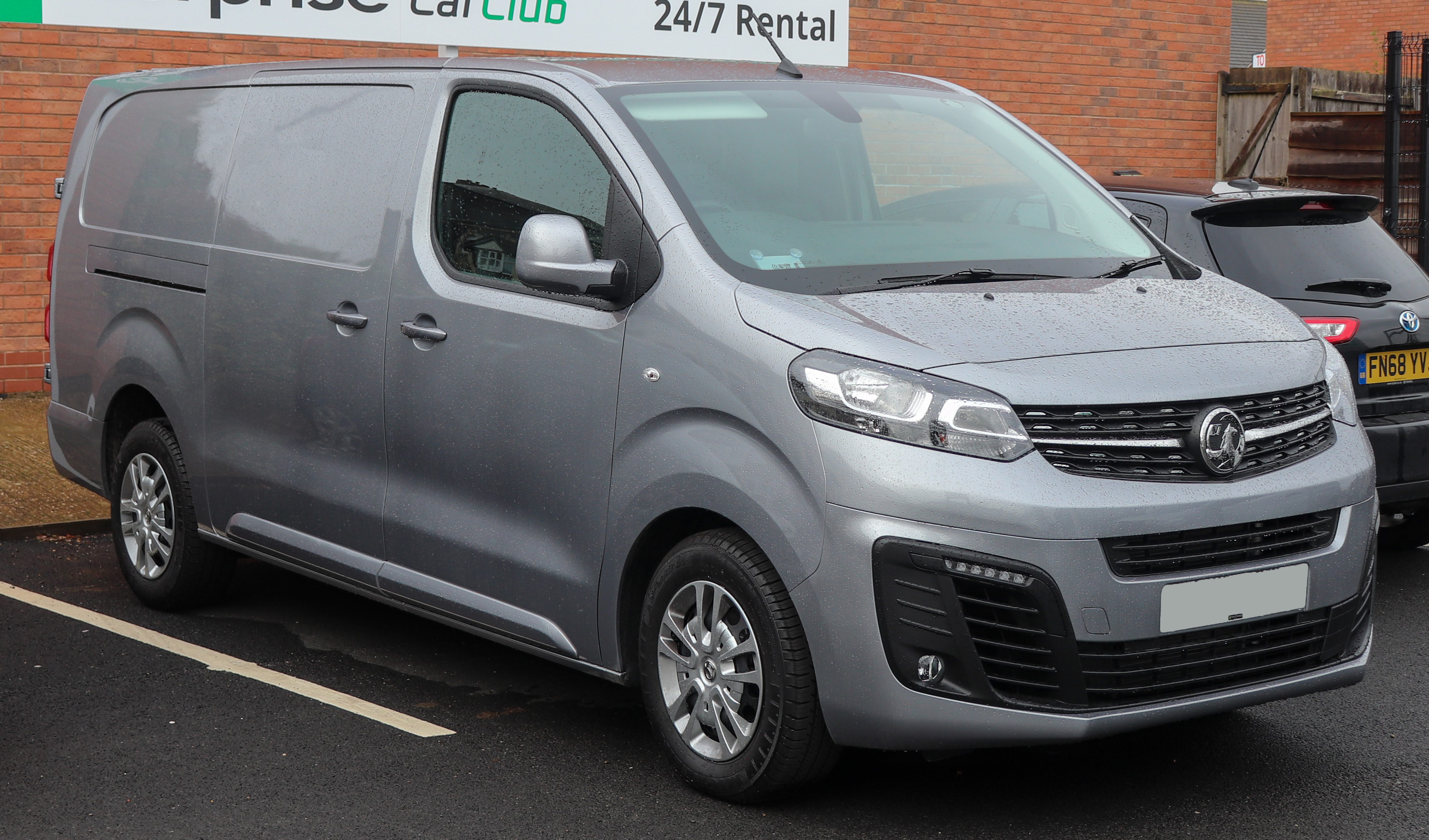
Vauxhall Vivaro, 2019, véhicule utilitaire léger
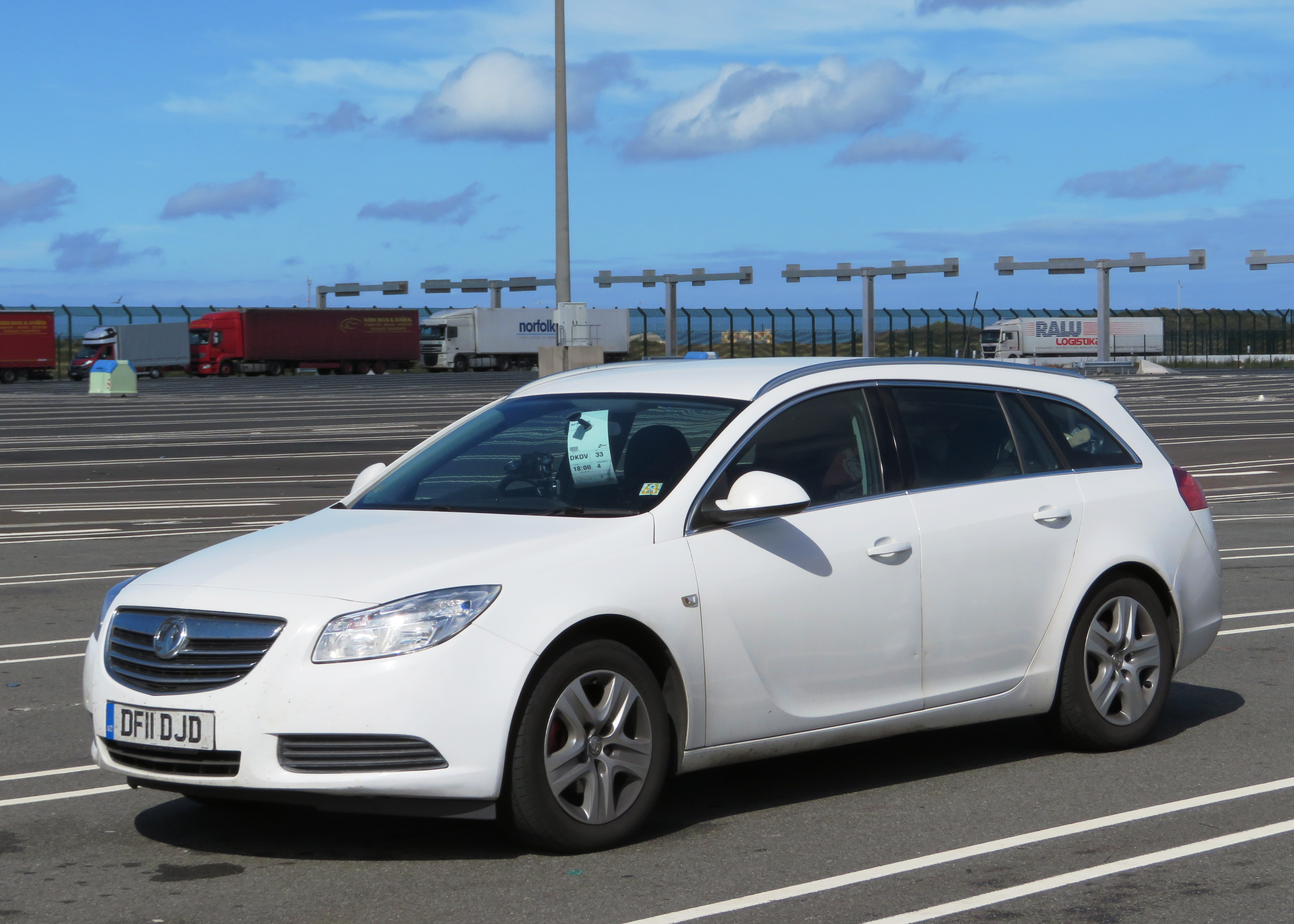
Vauxhall Insignia Sports Tourer 2.0 CDTI 2011, variante break de l'Insignia
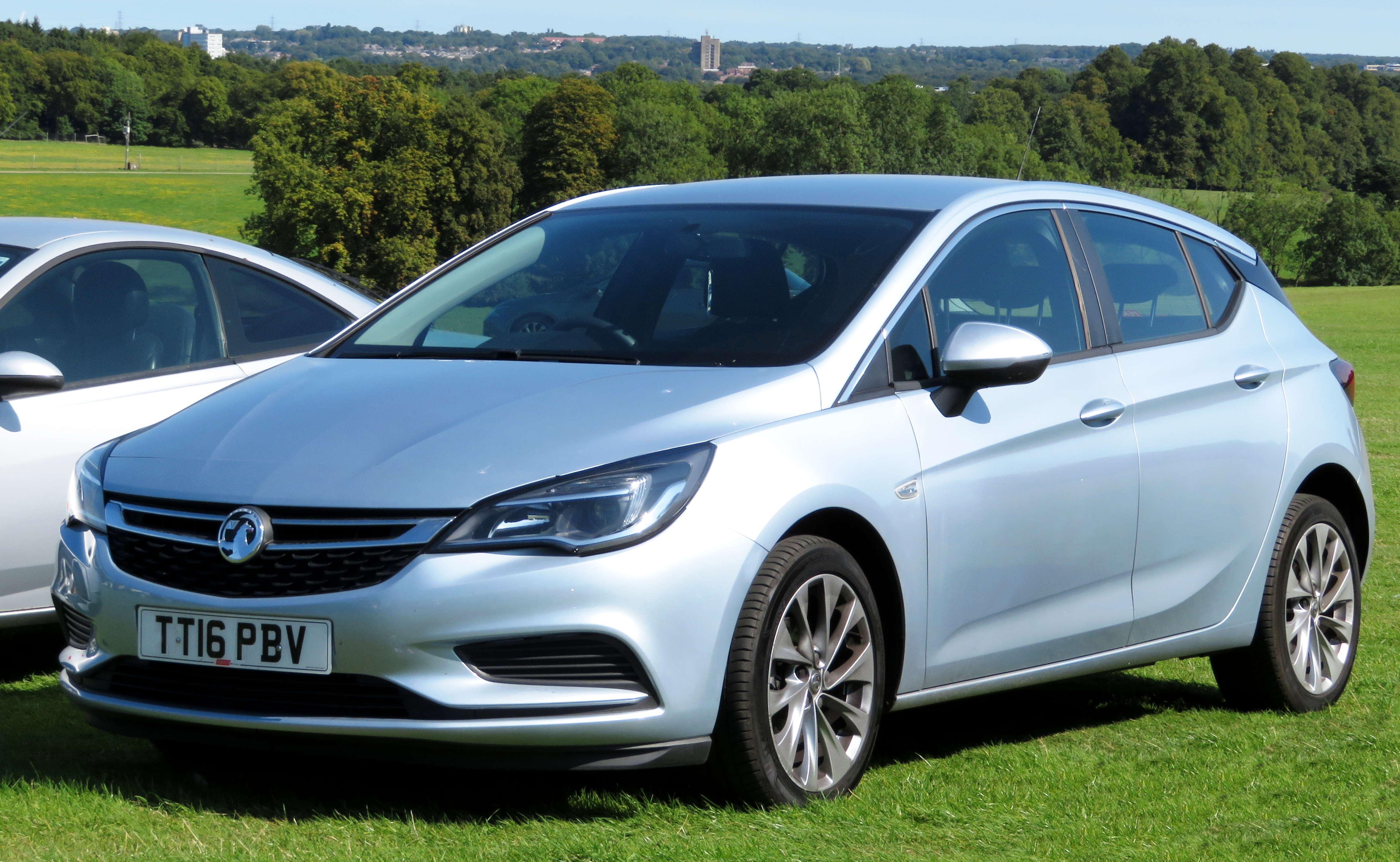
Vauxhall Astra, 2016, Berline compacte, 5 portes
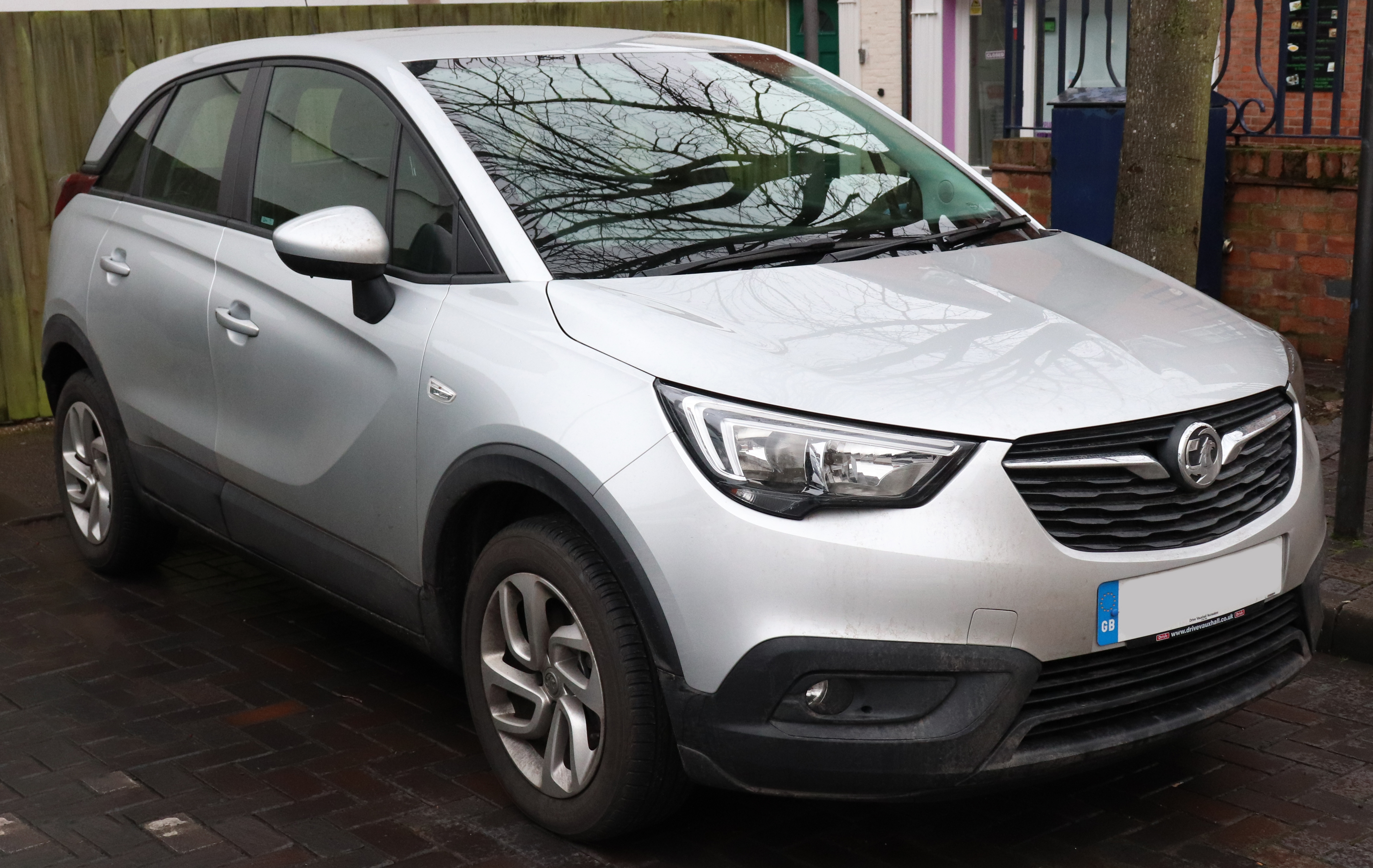
Vauxhall Crossland X, SUV urbain, successeur de la Meriva
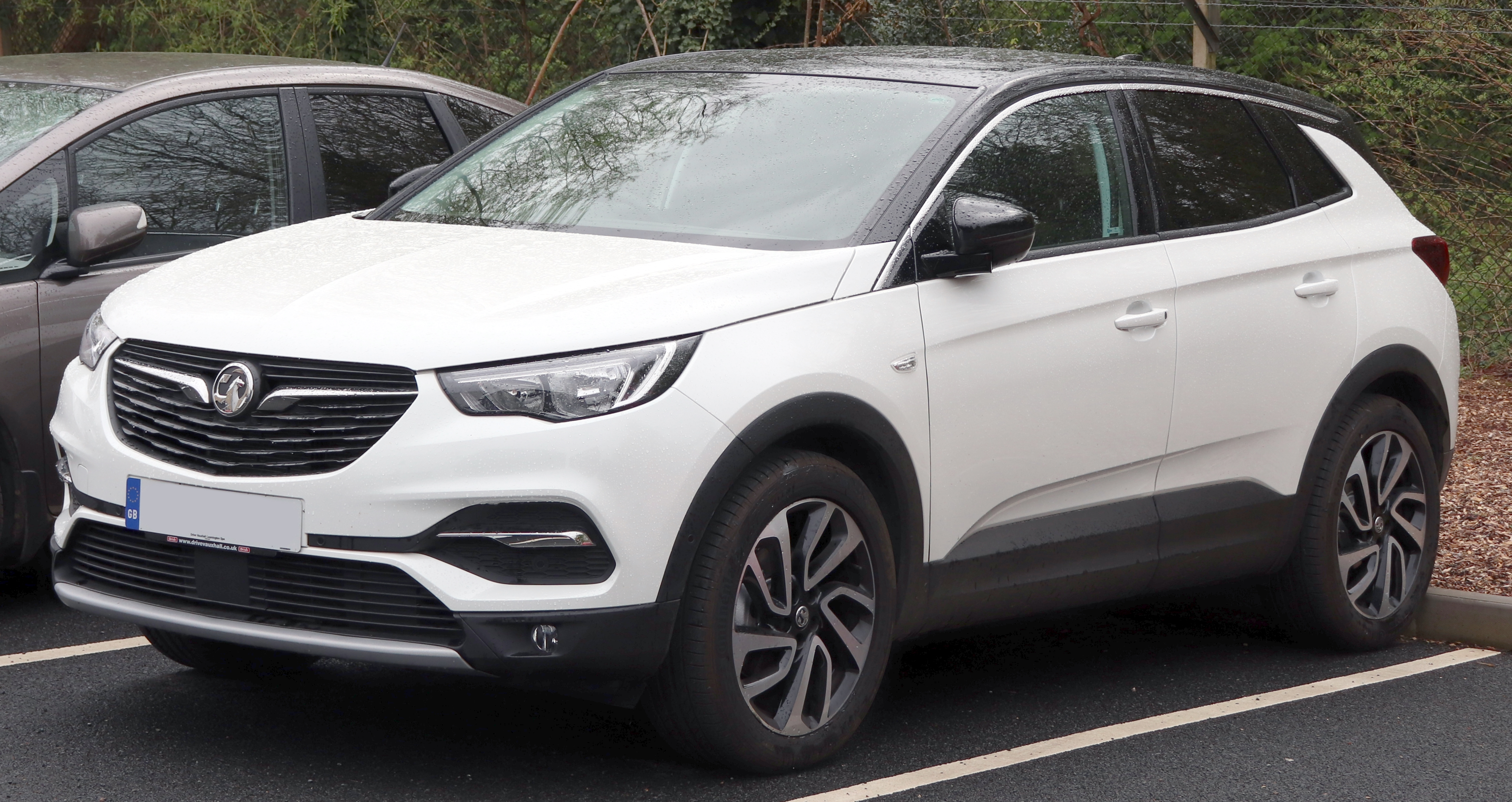
Vauxhall Grandland X, SUV compact, successeur de l'Antara

### Anciens
- Prince Henry A-type (1911–1914)
- Prince Henry B-type (1911–1914)
- Prince Henry C-type (1911–1913)
- Prince Henry D-type (1912–1922)
- Royale (1978-1986)
- Wyvern (1948–1957)
- VX4/90 (1961–1972)
- Velox (1948–1957)
- Ventora (1968–1972)
- Viceroy (1978-1982), renommée Opel Commodore
- Victor (1957–1972)
- Viscount (1966–1972)
- Viva (1963–1979)
- Vauxhall 10-4 (1937–1947)
- Vauxhall 12-4 (1937–1946)
- 14-6 (1933–1948)
- 14 et 14/40 (1922–1927)
- 20/60 (1927–1930)
- 23/60 (1922–1926)
- 25    (1937–1940)
- 25/70 (1926–1928)
- Vauxhall 30-98 (1913-1927)
- Silver Aero (1983 concept)
- Silver Bullet (1976 concept)
- Senator (1978-1994)
- Six (1933–1938)
- Magnum (1973-1978)
- Manta (1970-1987)
- Omega (1994-2003)
- Monaro (2001–présent)
- VX220 (2001-2005)
- Monterey (1994–1999, renommée Isuzu Trooper)
- Vauxhall Cresta (1954–1972)
- Envoy
- Epic
- Equus (1978 concept)
- Firenza (1970–1975)
- Cadet (1931-1933)
- Vauxhall Belmont (1984-1991), berline compacte, renommée Opel Kadett E.
- Vauxhall Cavalier (1976–1994), berline 5-portes, renommée Opel Vectra A.
- Vauxhall Calibra (1989-1997), coupé routier, 4 places
- Chevette (1975-1983)
- Vauxhall Adam (2012-2019), mini-citadine
- Vauxhall Cascada (2013-2019), cabriolet basé sur l'Astra
- Vauxhall Nova (1983-1993)
- Opel Calibra (1989-1997)
- Vauxhall Viva (2015-présent), renommée Opel Karl et remplaçante de l'Agila
- Opel Omega (1978–1994)
- Opel Frontera (1991–2004, renommé Isuzu MU Wizard)
- Opel Vectra (1995-2008)
- Opel Tigra (1994-2000), coupé
- Opel Signum (2003-2008), berline 5 portes
- Opel Tigra TwinTop (2004-2009), coupé cabriolet 2 places
- Vauxhall VXR8 (2007-2017), renommée Holden Commodore
- Opel Agila (2000-2015)
- Vauxhall Meriva (2002-2017), petit monospace
- Vauxhall Antara (2006-2017)
- Vauxhall Zafira (1999-2019), monospace

### Actuels
Pour les modèles actuels voir Opel.
- Vauxhall Ampera-e (2017-présent), citadine électrique basée sur la Chevrolet Bolt
- Vauxhall Astra (1979-présent)
- Vauxhall Grandland X (2017-présent), SUV compact successeur de l'Antara
- Vauxhall Corsa (1993-présent)
- Vauxhall Crossland X (2017-présent), SUV urbain successeur de la Meriva
- Vauxhall Insignia (2009-présent), berline remplaçante de la Vectra
- Vauxhall Mokka (2014-présent), petit SUV
- Vauxhall Vivaro Life (2019-présent, renommé Opel Zafira Life pour le reste de l'Europe), ludospace compact successeur du Zafira Tourer C et déclinaison familiale de l'utilitaire du même nom.

## Véhicules utilitaires

### Anciens
- Bedford Beagle (1964–1973)
- Bedford Astramax (1984-1992)
- Bedford Rascal (1986–1993, renommée Suzuki Supercarry)
- Bedford CF Van
- Bedford Midi
- Bedford Dormobile
- Sintra (1997-1999, renommée Chevy Venture)
- Vauxhall Arena (1997-2000), utilitaire dérivé des Chevrolet Space Van, Inokom Permas, Tata Winger et Renault Trafic I.
- Vauxhall Combo A (1996-2003), utilitaire dérivé de la Corsa B
- Vauxhall Combo B (2001-2011), utilitaire dérivé de la Corsa C
- Vauxhall Combo C (2011-2018), utilitaire dérivé de la Corsa D et du Fiat Doblo II.
- Vauxhall Movano A (1997-2010), utilitaire dérivé des Nissan Interstar I et Renault Master II.
- Vauxhall Movano B (2010-2021), utilitaire dérivé des Nissan NV 400 et Renault Master III.
- Vauxhall Vivaro A (2000-2014), utilitaire dérivé des Nissan Primastar I et Renault Trafic II.
- Vauxhall Vivaro B (2014-2019), utilitaire dérivé des Nissan NV300, Fiat Talento II et Renault Trafic III.

### Actuels
- Vauxhall Combo D (2018-présent, cousin des Fiat Doblo III, Peugeot Rifter/Partner III, Citroën Berlingo III du groupe Stellantis et du Toyota ProAce City/Verso).
- Vauxhall Movano C (2021-présent, cousin des Ram ProMaster, Fiat Ducato III, Citroën Jumper-Relay II  et Peugeot Boxer-Manager II du groupe Stellantis et du Toyota ProAce Max).
- Vauxhall Vivaro C (2019-présent, cousin des Peugeot Expert/Traveler III, Fiat Scudo/Ulysse III, Citroen Jumpy-Dispatch/Spacetourer III du groupe Stellantis et du Toyota ProAce /Verso II).